# Mariya Takeuchi

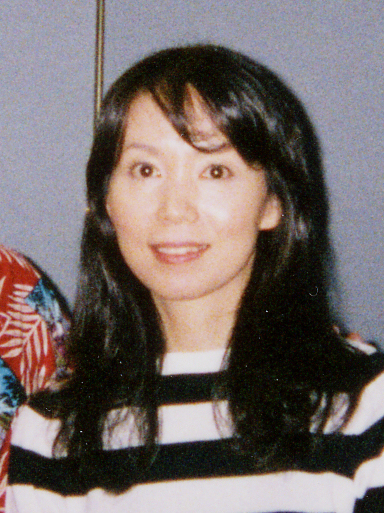
Mariya Takeuchi

Mariya Takeuchi (japanisch 竹内 まりや, Takeuchi Mariya; geboren am 20. März 1955 in Izumo (Shimane)) ist eine japanische J-Pop-Sängerin und -Komponistin.

## Leben und Wirken

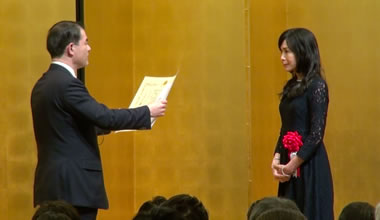
Takeuchi (rechts) bei der Verleihung des 69. Kunstpreises der japanischen Regierung durch Masahiko Shibayama (links) am 12. März 2019

Bis September 2014 hat Takeuchi zwölf Studioalben, 42 Singles, mehrere Kompilationen und ein Live-Album veröffentlicht. Ihre Plattenverkäufe wurden 2009 auf mehr als 16 Millionen Einheiten geschätzt. Ihre 1994 veröffentlichte Kompilation Impressions wurde allein in Japan mehr als drei Millionen Mal verkauft und wurde zu ihrem bestverkauften Album.

## Plastic Love
Im Jahre 2017 wurde Mariya Takeuchi mit ihrer alten Single Plastic Love zum Internet-Meme und erlangte erneut weltweite Bekanntheit. Der Song wurde mehrfach bei YouTube geteilt und für Remixe, Fan-Art und Reaction-Videos verwendet, so dass sogar Bekanntheiten wie die K-Pop-Sängerin Yubin oder die Gorillaz das Phänomen aufgriffen. Als Reaktion auf die unerwartet hohe Popularität des Songs entschied sich Warner Music Japan 35 Jahre nach dem eigentlichen Release ein Musikvideo zu Plastic Love zu veröffentlichen.

## Diskografie

### Studioalben
| Jahr | Titel                       | Höchstplatzierung, Gesamtwochen, AuszeichnungChartsChartplatzierungen (Jahr, Titel, Platzierungen, Wochen, Auszeichnungen, Anmerkungen) | Anmerkungen                              |
| Jahr | Titel                       | JP | Anmerkungen                              |
| ---- | --------------------------- | --- | ---------------------------------------- |
| 1978 | Beginning                   | JP32 (6 Wo.)JP | Erstveröffentlichung: 1978               |
| 1979 | University Street           | JP31 (5 Wo.)JP | Erstveröffentlichung: 1979               |
| 1980 | Love Songs                  | JP16 (8 Wo.)JP | Erstveröffentlichung: 1980               |
| 1980 | Miss M                      | JP32 (6 Wo.)JP | Erstveröffentlichung: 1980               |
| 1981 | Portrait                    | JP26 (5 Wo.)JP | Erstveröffentlichung: 1981               |
| 1984 | Variety                     | JP6 (19 Wo.)JP | Erstveröffentlichung: 1984               |
| 1987 | Request                     | JP8 (201 Wo.)JP | Erstveröffentlichung: 12. August 1987    |
| 1987 | Best Pack / Mariya Takeuchi | — | Erstveröffentlichung: 5. November 1987   |
| 1992 | Quiet Life                  | JP1 ×3Dreifachplatin · (47 Wo.)JP | Erstveröffentlichung: 22. Oktober 1992   |
| 2001 | Bon Appetit!                | JP1 ×3Dreifachplatin · (23 Wo.)JP | Erstveröffentlichung: 22. August 2001    |
| 2007 | Denim                       | JP1 ×2Doppelplatin · (64 Wo.)JP | Erstveröffentlichung: 23. Mai 2007       |
| 2014 | Trad                        | JP1 Platin · (45 Wo.)JP | Erstveröffentlichung: 10. September 2014 |
| 2024 | Precious Days               | JP1 Platin · (15 Wo.)JP | Erstveröffentlichung: 23. Oktober 2024   |

grau schraffiert: keine Chartdaten aus diesem Jahr verfügbar

### Kompilationen
| Jahr | Titel                                          | Höchstplatzierung, Gesamtwochen, AuszeichnungChartsChartplatzierungen (Jahr, Titel, Platzierungen, Wochen, Auszeichnungen, Anmerkungen) | Anmerkungen                              |
| Jahr | Titel                                          | JP | Anmerkungen                              |
| ---- | ---------------------------------------------- | --- | ---------------------------------------- |
| 1982 | Viva Mariya!!                                  | — | Erstveröffentlichung: 1982               |
| 1986 | Re-Collection                                  | — | Erstveröffentlichung: 15. September 1986 |
| 1989 | Re-Collection II                               | — | Erstveröffentlichung: 21. November 1989  |
| 1989 | Re-Collection III                              | — | Erstveröffentlichung: 21. November 1989  |
| 1990 | Mariya Takeuchi Original Collection 1978～1981 | — | Erstveröffentlichung: 21. August 1990    |
| 1990 | Morning Glory                                  | JP48 (5 Wo.)JP | Erstveröffentlichung: 21. September 1990 |
| 1994 | Impressions                                    | JP1 ×3Dreifachdiamant · (66 Wo.)JP | Erstveröffentlichung: 25. Juli 1994      |
| 2008 | Expressions                                    | JP1 Diamant · (484 Wo.)JP | Erstveröffentlichung: 1. Oktober 2008    |
| 2019 | Turntable                                      | JP1 Platin · (68 Wo.)JP | Erstveröffentlichung: 4. September 2019  |

grau schraffiert: keine Chartdaten aus diesem Jahr verfügbar

### Livealben
| Jahr | Titel                          | Höchstplatzierung, Gesamtwochen, AuszeichnungChartsChartplatzierungen (Jahr, Titel, Platzierungen, Wochen, Auszeichnungen, Anmerkungen) | Anmerkungen                             |
| Jahr | Titel                          | JP | Anmerkungen                             |
| ---- | ------------------------------ | --- | --------------------------------------- |
| 2000 | Souvenir: Mariya Takeuchi Live | JP3 Platin · (11 Wo.)JP | Erstveröffentlichung: 22. November 2000 |

### Coveralben
| Jahr | Titel              | Höchstplatzierung, Gesamtwochen, AuszeichnungChartsChartplatzierungen (Jahr, Titel, Platzierungen, Wochen, Auszeichnungen, Anmerkungen) | Anmerkungen                             |
| Jahr | Titel              | JP | Anmerkungen                             |
| ---- | ------------------ | --- | --------------------------------------- |
| 2004 | Longtime Favorites | JP1 Platin · (17 Wo.)JP | Erstveröffentlichung: 10. Dezember 2004 |

### Singles
| Jahr | Titel Album | Höchstplatzierung, Gesamtwochen, AuszeichnungChartsChartplatzierungen (Jahr, Titel, Album, Platzierungen, Wochen, Auszeichnungen, Anmerkungen) | Anmerkungen                              |
| Jahr | Titel Album | JP | Anmerkungen                              |
| ---- | --- | --- | ---------------------------------------- |
| 1978 | Modotte oide, Watashi no Jikan (戻っておいで･私の時間) Please Come Back, My Time Beginning | — | Erstveröffentlichung: 1978               |
| 1979 | Dream of You: Lemon Lime no Aoi Kaze (ドリーム・オブ・ユー～レモンライムの青い風～) Dream of You: Blue Breeze of Lemon Lime University Street                                                         | — | Erstveröffentlichung: 1979               |
| 1979 | September (September) Love Songs | — | Erstveröffentlichung: 1979               |
| 1980 | Fushigi na Peach Pie (不思議なピーチパイ) Mysterious Peach Pie Love Songs | — | Erstveröffentlichung: 1980               |
| 1980 | Futari no Vacance (二人のバカンス) Vacation for Two Miss M | — | Erstveröffentlichung: 1980               |
| 1980 | Sweetest Music (Sweetest Music) Miss M | — | Erstveröffentlichung: 1980               |
| 1981 | Ichigo no Yūwaku (イチゴの誘惑) Temptation of Strawberry Portrait | — | Erstveröffentlichung: 1981               |
| 1981 | Special Delivery: Tokubetsu Kokubin (Special Delivery〜特別航空便) Special Delivery: Special Airmail Portrait                                                                                         | — | Erstveröffentlichung: 1981               |
| 1981 | Natalie (Natalie) / Apple Papple Princess (アップル・パップル・プリンセス) Portrait / Turntable | — | Erstveröffentlichung: 1981               |
| 1984 | Mou Ichido (もう一度) Once Again) / Honki de Only You (Let’s Get Married) (本気でオンリーユー (Let’s Get Married), Seriously, Only You (Let’s Get Married) Variety                                    | JP35 (4 Wo.)JP | Erstveröffentlichung: 1984               |
| 1984 | Mersey Beat de Utawasete (マージービートで唄わせて) Sing with Mersey Beat Variety | — | Erstveröffentlichung: 1984               |
| 1985 | Plastic Love (プラスティック・ラヴ) Variety | JP5 (28 Wo.)JP | Erstveröffentlichung: 1985               |
| 1986 | Koi no Arashi (恋の嵐) Love Storm Request | — | Erstveröffentlichung: 1986               |
| 1986 | Toki no Tabibito (時空の旅人) Time Traveller Request | — | Erstveröffentlichung: 1986               |
| 1987 | Yume no Tsuzuki (夢の続き) Continuation of the Dream Request | — | Erstveröffentlichung: 1987               |
| 1987 | Eki (駅) Station / After Years Request / Quiet Life | JP18 Gold (Digital) · (13 Wo.)JP | Erstveröffentlichung: 1987               |
| 1988 | Genki o Dashite (元気を出して) Cheer Up Request | JP— Gold (Digital)JP | Erstveröffentlichung: 1. Oktober 1988    |
| 1989 | Single Again (シングル・アゲイン) Quiet Life | JP2 Platin · (32 Wo.)JP | Erstveröffentlichung: 12. September 1989 |
| 1990 | Kokuhaku (告白) Confession Quiet Life | JP3 Platin · (27 Wo.)JP | Erstveröffentlichung: 18. September 1990 |
| 1992 | Manhattan Kiss (マンハッタン・キス) Quiet Life | JP11 Gold · (18 Wo.)JP | Erstveröffentlichung: 25. Mai 1992       |
| 1992 | Uchi ni Kaerō (My Sweet Home) (家に帰ろう (マイ・スイート・ホーム)) Let’s Go Home (My Sweet Home) Quiet Life                                                                                          | JP18 Gold · (11 Wo.)JP | Erstveröffentlichung: 10. November 1992  |
| 1993 | Shiawase no Sagashikata (幸せの探し方) How to Find Happiness Quiet Life | JP42 (3 Wo.)JP | Erstveröffentlichung: 10. Juli 1993      |
| 1994 | Ashita no Watashi (明日の私) I in Tomorrow Impressions | JP19 (9 Wo.)JP | Erstveröffentlichung: 25. März 1994      |
| 1994 | Junai Rhapsody (純愛ラプソディ) Pure Love Rhapsody Impressions | JP5 Platin · (22 Wo.)JP | Erstveröffentlichung: 10. Mai 1994       |
| 1994 | Honki de Only You (Let’s Get Married) (本気でオンリーユー (Let’s Get Married)) Seriously, Only You (Let’s Get Married) / Forever Friends (Re-issue) Variety / Quiet Life                              | JP48 (4 Wo.)JP | Erstveröffentlichung: 25. September 1994 |
| 1995 | Kon’ya wa Hearty Party (今夜はHearty Party) Hearty Party Tonight Bon Appetit! | JP3 Platin · (14 Wo.)JP | Erstveröffentlichung: 20. November 1995  |
| 1996 | Lonely Woman (ロンリー・ウーマン) / Tell me, tell me Bon Appetit! | JP13 Gold · (9 Wo.)JP | Erstveröffentlichung: 18. November 1996  |
| 1998 | Camouflage (カムフラージュ) / Winter Lovers Bon Appetit! | JP1 Platin · (14 Wo.)JP | Erstveröffentlichung: 18. November 1998  |
| 1999 | Tenshi no Tameiki (天使のため息) Sigh of an Angel / Soulmate wo Sagasite (ソウルメイトを探して) Looking for My Soulmate Bon Appetit!                                                                  | JP6 Gold · (10 Wo.)JP | Erstveröffentlichung: 22. September 1999 |
| 2001 | Mayonaka no Nightingale (真夜中のナイチンゲール) Midnight Nightingale Bon Appetit! | JP7 Gold · (8 Wo.)JP | Erstveröffentlichung: 28. Februar 2001   |
| 2001 | Mainichi ga Special (毎日がスペシャル) Every Day is a Special Day Bon Appetit! | JP40 (2 Wo.)JP | Erstveröffentlichung: 12. September 2001 |
| 2001 | Nostalgia (ノスタルジア) Bon Appetit! | JP30 (4 Wo.)JP | Erstveröffentlichung: 7. November 2001   |
| 2006 | Henshin (返信) Reply / Synchronicity (Suteki na Guzen) (シンクロニシティ (素敵な偶然)) Synchronicity (Wonderful Coincidence) Denim                                                                    | JP8 (9 Wo.)JP | Erstveröffentlichung: 6. September 2006  |
| 2006 | Slow Love (スロー・ラヴ) Denim | JP30 (7 Wo.)JP | Erstveröffentlichung: 6. Dezember 2006   |
| 2007 | Ashita no Nai Koi (明日のない恋) Love Without Tomorrow Denim | JP19 (9 Wo.)JP | Erstveröffentlichung: 7. März 2007       |
| 2007 | Chance no Maegami (チャンスの前髪) The Fortune by the Forelock (Duett mit Yuko Hara) / Jinsei no Tobira (人生の扉) Doors of Life Expressions / Denim                                                  | JP23 (24 Wo.)JP | Erstveröffentlichung: 8. August 2007     |
| 2008 | Shiawase no Monosashi (幸せのものさし) Measure of Happiness / Ureshikute Samishii Hi (Your Wedding Day) (うれしくてさみしい日 (Your Wedding Day)) Happy and Lonely Day (Your Wedding Day) Expressions | JP6 Gold (Digital) · (11 Wo.)JP | Erstveröffentlichung: 21. Mai 2008       |
| 2008 | Enishi no Ito (縁の糸) Thread of Fate Trad | JP12 (12 Wo.)JP | Erstveröffentlichung: 26. November 2008  |
| 2010 | Whisky ga Osuki desho (ウイスキーが、お好きでしょ) You Like Whiskey Trad | JP18 (8 Wo.)JP | Erstveröffentlichung: 3. November 2010   |
| 2012 | Inochi no Uta (いのちの歌) Song of Life Trad | JP10 (51 Wo.)JP | Erstveröffentlichung: 25. Januar 2012    |
| 2013 | Tasogare Diary (たそがれダイアリー) Twilight Diary Trad | JP15 (5 Wo.)JP | Erstveröffentlichung: 27. Februar 2013   |
| 2013 | Dear Angie: Anata wa Makenai (Dear Angie〜あなたは負けない) Dear Angie: You Won’t Lose / Sorezore no Yoru (それぞれの夜) Respective Night Trad                                                        | JP7 (6 Wo.)JP | Erstveröffentlichung: 3. Juli 2013       |
| 2014 | Shizukana Densetsu (legend) (静かな伝説 (レジェンド)) Quiet Legend (legend) Trad | JP10 (9 Wo.)JP | Erstveröffentlichung: 23. Juli 2014      |
| 2018 | Chiisana Negai (小さな願い) Little Wish / Ima wo Ikiyou (Seize the Day) (今を生きよう (Seize the Day)) Let’s Live Today (Seize the Day) –                                                             | JP6 (11 Wo.)JP | Erstveröffentlichung: 17. Oktober 2018   |
| 2019 | Tabi no Tsuzuki (旅のつづき) Continuation of the Journey – | JP3 (10 Wo.)JP | Erstveröffentlichung: 9. Oktober 2019    |
| 2020 | Inochi no Uta (Special Edition) (いのちの歌 (スペシャル・エディション)) Song of Life (Special Edition) –                                                                                              | JP1 (31 Wo.)JP | Erstveröffentlichung: 1. Januar 2020     |
| 2021 | Plastic Love – | JP5 (28 Wo.)JP | Erstveröffentlichung: 3. November 2021   |
| 2023 | Have a Good Time Here (君の居場所) – | JP9 (10 Wo.)JP | Erstveröffentlichung:20. Dezember 2023   |
| 2024 | Let’s Give a Song (歌を贈ろう) – | JP10 (12 Wo.)JP | Erstveröffentlichung: 28. August 2024    |